# Шоу Алистера Макгована
The Big Impression (первоначально Alistair McGowan’s Big Impression) — британское пародийное скетч-шоу (телеканал BBC One), в котором принимали участие комики и пародисты Алистер Макгован и Ронни Анкона. В России транслировалось на телеканале НСТ под названием «Шоу Алистера Макгована» .

## Предыстория
Алистер Макгован и Ронни Анкона познакомились в одном из комедийных клубов, а затем начали встречаться. Они вместе работали в некоторых комедийных проектах, в частности, в сериале The Staggering Stories of Ferdinand de Bargos (1989). В 1998 году к Макговану обратился представитель Би-би-си по поводу создания программы, в которой должна была участвовать и Ронни Анкона. 

Перед выходом в эфир четвертого сезона передачи имя Алистера Макгована было убрано из её названия. 

В интервью газете Daily Mail Макгован объяснил, почему съемки передачи были прекращены: «Мы делали то, что мы делали, и тут я почувствовал, что есть еще пять шоу, участники которых как бы говорят „Мы тоже так можем“. Это походило на рыбалку в маленьком пруду. Би-би-си хотела, чтоб мы продолжали, но энтузиазм угас, а без него шоу не состоялось бы».

## Объекты пародий

### Некоторые из знаменитостей, которых пародировал Алистер Макгован
- Роуэн Аткинсон
- Тони Блэр
- Дэвид Бэкхем
- Кэри Грант[3]
- Хью Грант[4]
- Алан Дейвис
- Майкл Дуглас
- Кевин Киган
- Джереми Кларксон
- Билли Коннолли
- Гари Линекер
- Брайан Мэй[5]
- Оззи Осборн[6]
- Принц Чарльз[7]
- Эминем[8]
- Свен-Ёран Эрикссон

### Некоторые из знаменитостей, которых пародировала Ронни Анкона
- Виктория Бекхэм
- Кэтрин Зета-Джонс
- Камилла, герцогиня Корнуольская[7]
- Пенелопа Крус[9]
- Мадонна
- Энди Макдауэлл[10]
- Давина Макколл
- Мэрилин Монро[11]
- Шэрон Осборн
- Элизабет Хёрли[4]
- Одри Хэпберн[12]
- Шер[13]
- Кейт Жербо

## Сезоны
Всего было выпущено четыре сезона программы:
- Первый сезон (26 апреля — 25 мая 2000 года; 6 программ)
- Второй сезон (22 апреля — 1 июня 2001 года; 6 программ)
- Третий сезон (19 апреля — 24 мая 2002 года; 6 программ)
- Четвёртый сезон (9 мая — 13 июня 2003 года; 6 программ)

### Спецвыпуски
- Alistair McGowan’s 2000 Impressions (30 December 2000)
- Alistair McGowan’s Big 'Enders (10 August 2001)
- Alistair McGowan’s Big World Cup (31 May 2002)
- Alistair McGowan’s Big Jubilee (2 June 2002)
- The Big Impression Christmas Special (25 December 2002)
- Posh & Becks' Big Impression (25 December 2003)
- The Big Impression Euro 2004 Special (10 June 2004)

## Награды
Шоу получило много наград, среди них: British Comedy Awards (в номинациях «Лучшая комедийная развлекательная программа» (2000), «Лучшая телевизионная комедийная актриса» (2003 — приз получила Ронни Анкона)); Royal Television Society Craft and Design Awards (в номинациях «Лучший грим — недраматические и развлекательные передачи» (2000 — приз получила Хитер Сквайр); «Лучшая комедийная постановка» (2002 — приз получил Алистер Макгован)); British Academy Television Awards (в номинации «Лучшее комедийное шоу или сериал» (2003)).